# Capafonts
Capafonts è un comune spagnolo di 116 abitanti situato nella comunità autonoma della Catalogna.
Chiamato anche Capafons, con grafia tradizionale, il toponimo deriva dal latino Capite fontium, "capo delle fontane". Sono state censite 53 fontane, tra cui spicca la Font de la Llódriga, che non si è mai asciugata.